# گل تپه ملالی

## معرفی

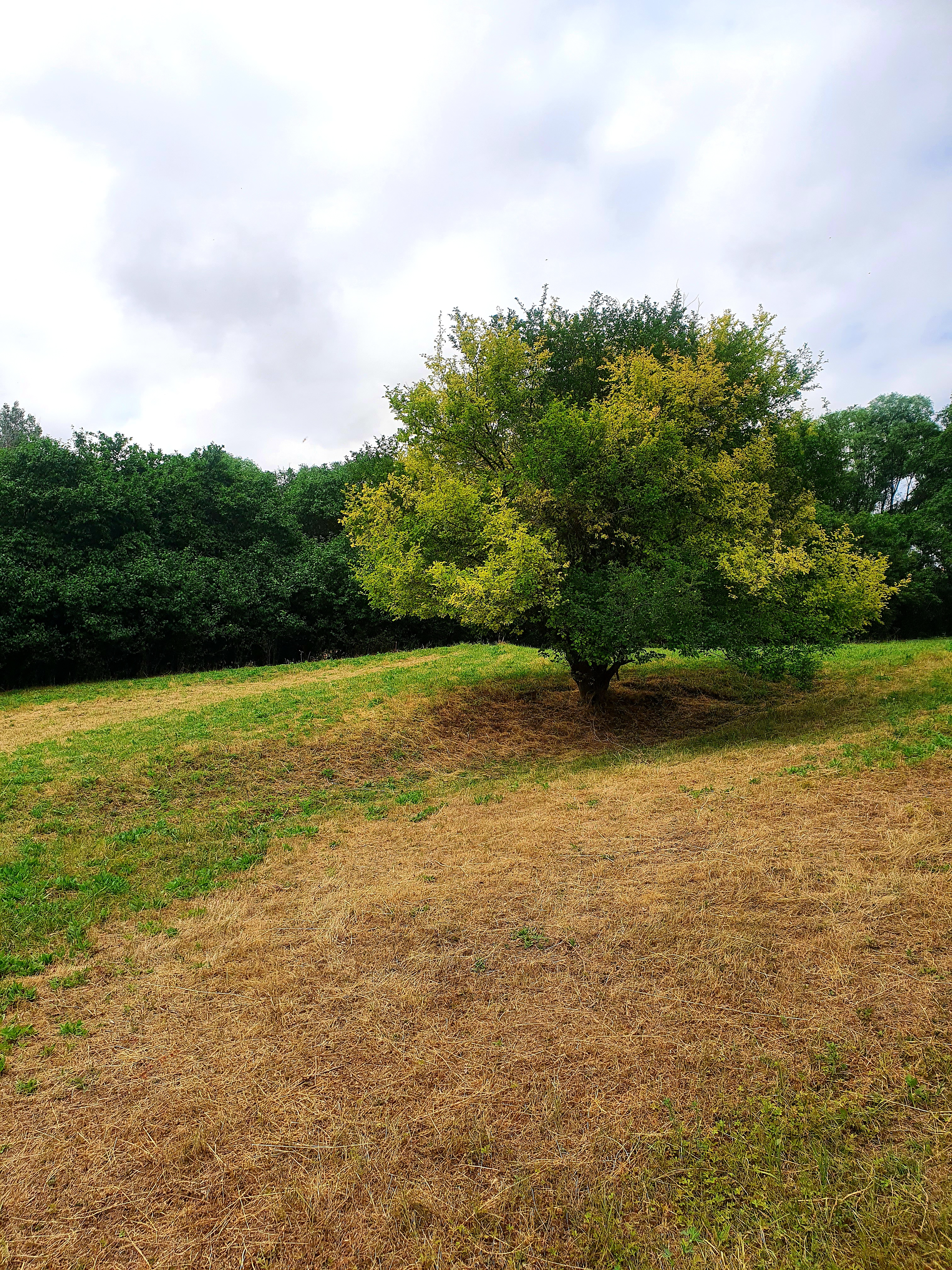

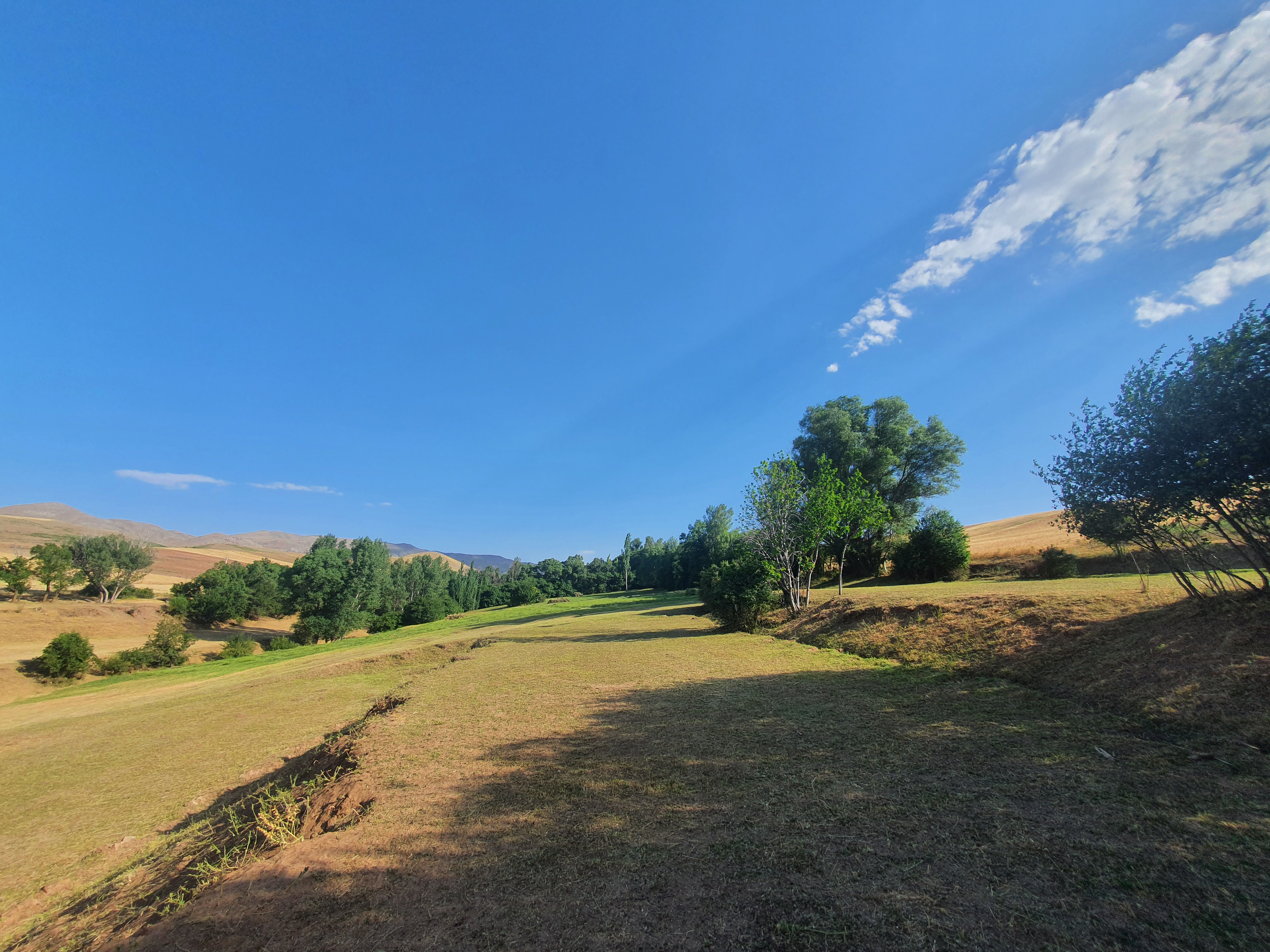

گل تپه یکی از روستاهای استان اردبیل است که در دهستان فولادلوی شمالی واقع شده‌است. گل تپه ۱۲۳ نفر جمعیت دارد و در فاصله ۲۴ کیلومتری جنوب شهر اردبیل واقع شده است .